# Болградський район
Болградський район (Болградщина) — район Одеської області в Україні, утворений 17 липня 2020 року. Адміністративний центр — місто Болград.

## Географія
Займає центральну частину Буджацької рівнини Річки: Чага, Чибану.

## Історія
Після закінчення Другої світової війни, у 1946 році, «совєти» створили поблизу кордону танковий полігон. Для цього виселили мешканців п’яти сіл – Кантемира, Зурума, Рошії, Гофнунгсталя і Фрумушики, а їхню вікову спадщину зруйнували заради навчання військових.
Район створено відповідно до постанови Верховної Ради України № 807-IX від 17 липня 2020 року. До його складу увійшли: Арцизька, Болградська міські, Бородінська, Тарутинська селищні, Василівська, Городненська, Криничненська, Кубейська, Павлівська, Теплицька сільські територіальні громади.

## Передісторія земель району
Раніше територія району входила до складу Болградського (1940—2020), Арцизького, Тарутинського районів та Криничненської громади.